# 咸水沽镇
咸水沽镇，是中华人民共和国天津市津南区下辖的一个乡镇级行政单位。
- 邮政编码为300350

2020年7月，全国爱卫会命名咸水沽镇为2017-2019周期国家卫生乡镇。

## 行政区划
咸水沽镇下辖以下地区：
祥福里社区、红星里社区、红旗楼社区、惠苑里社区、育才里社区、众合里社区、光明楼社区、永安里社区、新丰里社区、益华里社区、新业里社区、金石里社区、宝业馨苑社区、月牙河社区、丰达园社区、丰收路社区、金华南社区、金华北社区、新城社区、沽上社区、鑫洋园社区、米兰社区、盈畅园社区、紫江馨苑社区、金芳园社区、金悦社区、合力园社区、雅居园社区、东张庄村、吴家稻地村、池家稻地村、刘家码头村、王家场村、头道沟村、周辛庄村、秦庄子村、上刘庄村、下郭庄村、四里沽村、李庄子村、潘庄子村、胜利村、惠丰村、新兴村、耀华村、同济村、裕民村、韩城桥村、南洋村、五登房村、二道桥村、北洋村、苑庄村、赵北庄村、田咀村和天津海河工业区社区。